# Геннадий (экзарх Африки, VII век)
Геннадий (д/н — ок. 665) — государственный и военный деятель Византийской империи.

## Жизнеописание

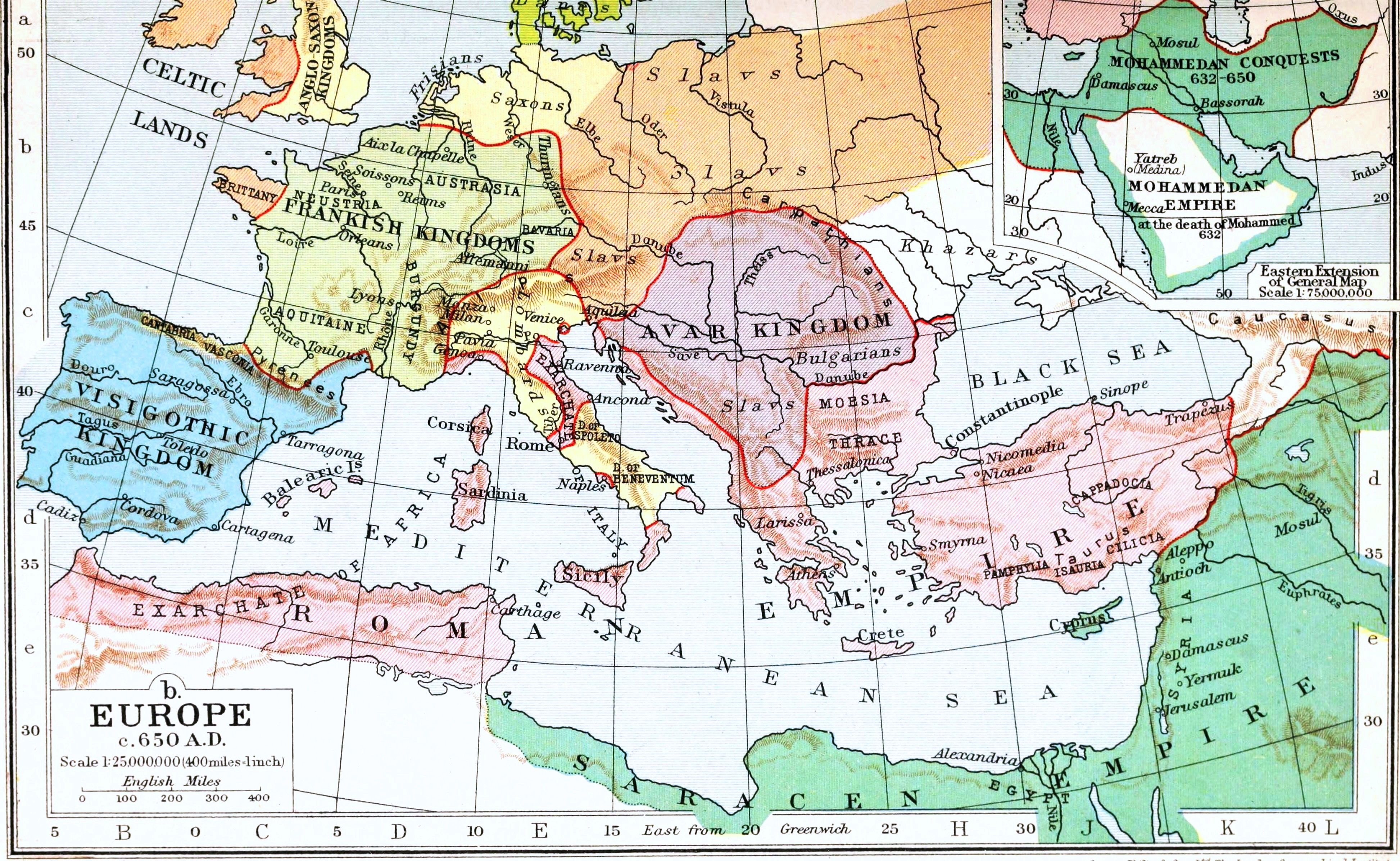
Средиземноморье времён Геннадия

О происхождении ничего не известно. Начал службу в армии в конце правления императора Ираклия. Во время борьбы за власть после 641 года обнаружил верность императору Константу II.
В 647 году назначен экзархом Африки вместо погибшего в борьбе с арабами Григория. Для обеспечения мира с мусульманами обязался платить ежегодную дань в 330 тыс. номизм (2 тонны золота). Вместе с тем получил поддержку военных, духовенства и знати.
Но вскоре увеличение налогов и бессилие власти от нападений арабов, атаковавших Бизацену и Нумидию, несмотря на договоренность, вызвало недовольство Геннадием. Ослаблением византийской администрации воспользовались берберы, на юге вышедшие из подчинения. В результате южные области экзархата были утрачены. В 654 году Муавия Бен Худадж атаковал Джалулу, но не смог захватить эту крепость. В 660—661 годах совершён новый поход арабов к Бизацене и Нумидии, который Геннадию удалось отразить, однако значительные области были осквернены.
В 663 году император перенёс столицу в Сиракузы и потребовал увеличения выплат из Африки на содержание своего двора и армии. Но Геннадий в 664 году отказался это сделать, а затем пытался обрести самостоятельность. Впрочем, не нашел поддержки в войске. В 665 году вынужден был бежать в Египет, который к тому времени захватили арабы. Вскоре получил согласие халифа Муавии I оказать военную помощь в отвоевании Карфагена, но на пути к месту умер в Александрии Египетской.
Преемником Геннадия в должности экзарха Африки стал Элефтерий Младший.